# Olympische Sommerspiele 2024/Synchronschwimmen – Duett
Der Duettwettkampf im Synchronschwimmen bei den Olympischen Spielen 2024 in Paris fand vom 9. bis 10. August 2024 statt. Austragungsort war das neu erbaute Centre Aquatique Olympique in Saint-Denis. Titelverteidigerinnen waren die beiden Athletinnen des Russischen Olympischen Komitees (ROC) Swetlana Kolesnitschenko und Swetlana Romaschina. Seit den Spielen 2000 waren die Russinnen in diesem Wettkampf ungeschlagen.

## Titelträgerinnen
| Olympische Spiele 2020       | Swetlana Kolesnitschenko / Swetlana Romaschina | Tokio             |
| Weltmeisterschaften 2024     | Wang Liuyi / Wang Qianyi                       | Doha              |
| Panamerikanische Spiele 2023 | Nuria Diosdado / Joana Jiménez                 | Santiago de Chile |
| Asienspiele 2022             | Wang Liuyi / Wang Qianyi                       | Hangzhou          |
| Europameisterschaft 2022     | Maryna Aleksijiwa / Wladyslawa Aleksijiwa      | Rom               |

## Qualifikation
Die zehn für den Gruppenwettkampf qualifizierten Mannschaften durften auch im Duett antreten. Zudem erhielt der Sieger kontinentaler Meisterschaften jedes Kontinents einen Startplatz. Waren die Sieger schon über eine qualifizierten Mannschaft im Duett vertreten, wurde der Platz im Rahmen der Weltmeisterschaften 2024 vergeben, wo in jedem Fall mindestens die besten drei noch nicht qualifizierten Duette einen Startplatz für Paris bekamen.

## Ergebnisse
| Platz | Athletinnen                                  | Nation             | Kür      | Technik  | Gesamt   |
| ----- | -------------------------------------------- | ------------------ | -------- | -------- | -------- |
| 1     | Wang Liuyi Wang Qianyi                       | China              | 289,6916 | 276,7867 | 566,4783 |
| 2     | Kate Shortman Isabelle Thorpe                | Großbritannien     | 294,5085 | 264,0282 | 558,5367 |
| 3     | Bregje de Brouwer Noortje de Brouwer         | Niederlande        | 293,6897 | 264,7066 | 558,3963 |
| 4     | Anna-Maria Alexandri Eirini-Marina Alexandri | Österreich         | 288,4145 | 267,2533 | 555,6678 |
| 5     | Maryna Aleksijiwa Wladyslawa Aleksijiwa      | Ukraine            | 278,2084 | 260,4600 | 538,6684 |
| 6     | Sofia Malkogeorgou Evangelia Platanioti      | Griechenland       | 281,8418 | 250,4584 | 532,3002 |
| 7     | Alisa Ozhogina Iris Tió                      | Spanien            | 267,4021 | 254,0816 | 521,4837 |
| 8     | Moe Higa Tomoka Satō                         | Japan              | 249,7271 | 257,3533 | 507,0804 |
| 9     | Audrey Lamothe Jacqueline Simoneau           | Kanada             | 290,9103 | 201,5167 | 492,4270 |
| 10    | Jaime Czarkowski Megumi Field                | Vereinigte Staaten | 254,0354 | 230,7134 | 484,7488 |
| 11    | Shelly Bobritsky Ariel Nassee                | Israel             | 239,3416 | 243,0666 | 482,4082 |
| 12    | Nuria Diosdado Joana Jiménez                 | Mexiko             | 232,6563 | 238,9383 | 471,5946 |
| 13    | Hur Yoon-seo Lee Ri-young                    | Südkorea           | 227,7500 | 227,5667 | 455,3167 |
| 14    | Anastasia Bayandina Romane Lunel             | Frankreich         | 189,0687 | 241,3116 | 430,3803 |
| 15    | Hana Hiekal Nadine Barsoum                   | Ägypten            | 225,6541 | 196,5250 | 422,1791 |
| 16    | Carolyn Rayna Buckle Kiera Gazzard           | Australien         | 198,0271 | 210,0782 | 408,1053 |
| 17    | Nina Brown Eva Morris                        | Neuseeland         | 166,5105 | 188,0901 | 354,6006 |